# Pleiospermium alatum
Pleiospermium alatum (Wall. ex Wight & Arn.) Swingle è una pianta della famiglia delle Rutaceae.

## Distribuzione e habitat
La specie è diffusa in India, Sri Lanka e nelle isole Andamane.